# Chaniat
Chaniat est une commune française, située dans le département de la Haute-Loire en région Auvergne-Rhône-Alpes, qui fait partie du parc naturel régional Livradois-Forez.
La commune comprend le bourg de Chaniat et les villages de Lentre, Pressat, la Rochette, Védrines, la Brousse et la Jarosse.

## Géographie

### Localisation
La commune de Chaniat se trouve dans le département de la Haute-Loire, en région Auvergne-Rhône-Alpes.
Elle se situe à 60 km par la route du Puy-en-Velay, préfecture du département, et à 10 km de Brioude, sous-préfecture
Les communes les plus proches sont : 
Javaugues (3,1 km), Agnat (4,1 km), Saint-Didier-sur-Doulon (4,5 km), Lamothe (4,7 km), Champagnac-le-Vieux (4,8 km), Frugières-le-Pin (5,4 km), Fontannes (5,6 km), Vals-le-Chastel (5,8 km).
| Agnat     | Champagnac-le-Vieux |                         |
| Lamothe   | Chaniat             | Saint-Didier-sur-Doulon |
| Fontannes | Javaugues           |                         |

### Climat
Pour des articles plus généraux, voir Climat d'Auvergne-Rhône-Alpes et Climat de la Haute-Loire.
En 2010, le climat de la commune est de type climat des marges montargnardes, selon une étude du Centre national de la recherche scientifique s'appuyant sur une série de données couvrant la période 1971-2000. En 2020, Météo-France publie une typologie des climats de la France métropolitaine dans laquelle la commune est exposée à un climat de montagne ou de marges de montagne et est dans la région climatique Nord-est du Massif central, caractérisée par une pluviométrie annuelle de 800 à 1 200 mm, bien répartie dans l’année.
Pour la période 1971-2000, la température annuelle moyenne est de 10,1 °C, avec une amplitude thermique annuelle de 16,5 °C. Le cumul annuel moyen de précipitations est de 805 mm, avec 9,1 jours de précipitations en janvier et 7,1 jours en juillet. Pour la période 1991-2020, la température moyenne annuelle observée sur la station météorologique de Météo-France la plus proche, « Fontannes », sur la commune de Fontannes à cinq km à vol d'oiseau, est de 11,4 °C et le cumul annuel moyen de précipitations est de 611,9 mm,. Pour l'avenir, les paramètres climatiques de la commune estimés pour 2050 selon différents scénarios d'émission de gaz à effet de serre sont consultables sur un site dédié publié par Météo-France en novembre 2022.

## Urbanisme

### Typologie
Au 1er janvier 2024, Chaniat est catégorisée commune rurale à habitat très dispersé, selon la nouvelle grille communale de densité à sept niveaux définie par l'Insee en 2022.
Elle est située hors unité urbaine. Par ailleurs la commune fait partie de l'aire d'attraction de Brioude, dont elle est une commune de la couronne,. Cette aire, qui regroupe 39 communes, est catégorisée dans les aires de moins de 50 000 habitants,.

### Occupation des sols
L'occupation des sols de la commune, telle qu'elle ressort de la base de données européenne d’occupation biophysique des sols Corine Land Cover (CLC), est marquée par l'importance des forêts et milieux semi-naturels (56,4 % en 2018), une proportion identique à celle de 1990 (56,4 %). La répartition détaillée en 2018 est la suivante : 
forêts (56,4 %), prairies (40,1 %), zones agricoles hétérogènes (2,2 %), terres arables (1,3 %). L'évolution de l’occupation des sols de la commune et de ses infrastructures peut être observée sur les différentes représentations cartographiques du territoire : la carte de Cassini (XVIIIe siècle), la carte d'état-major (1820-1866) et les cartes ou photos aériennes de l'IGN pour la période actuelle (1950 à aujourd'hui).

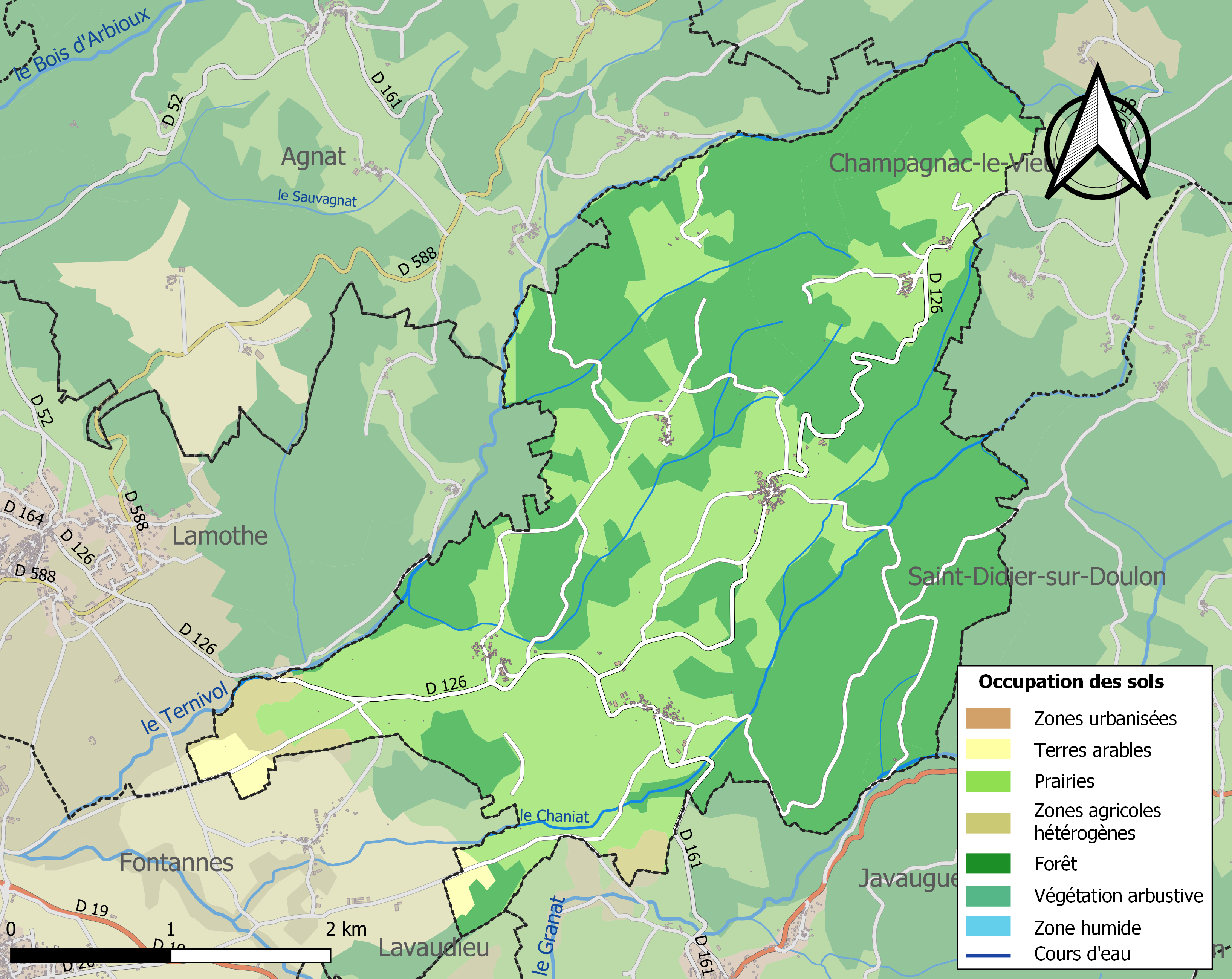
Carte des infrastructures et de l'occupation des sols de la commune en 2018 (CLC).
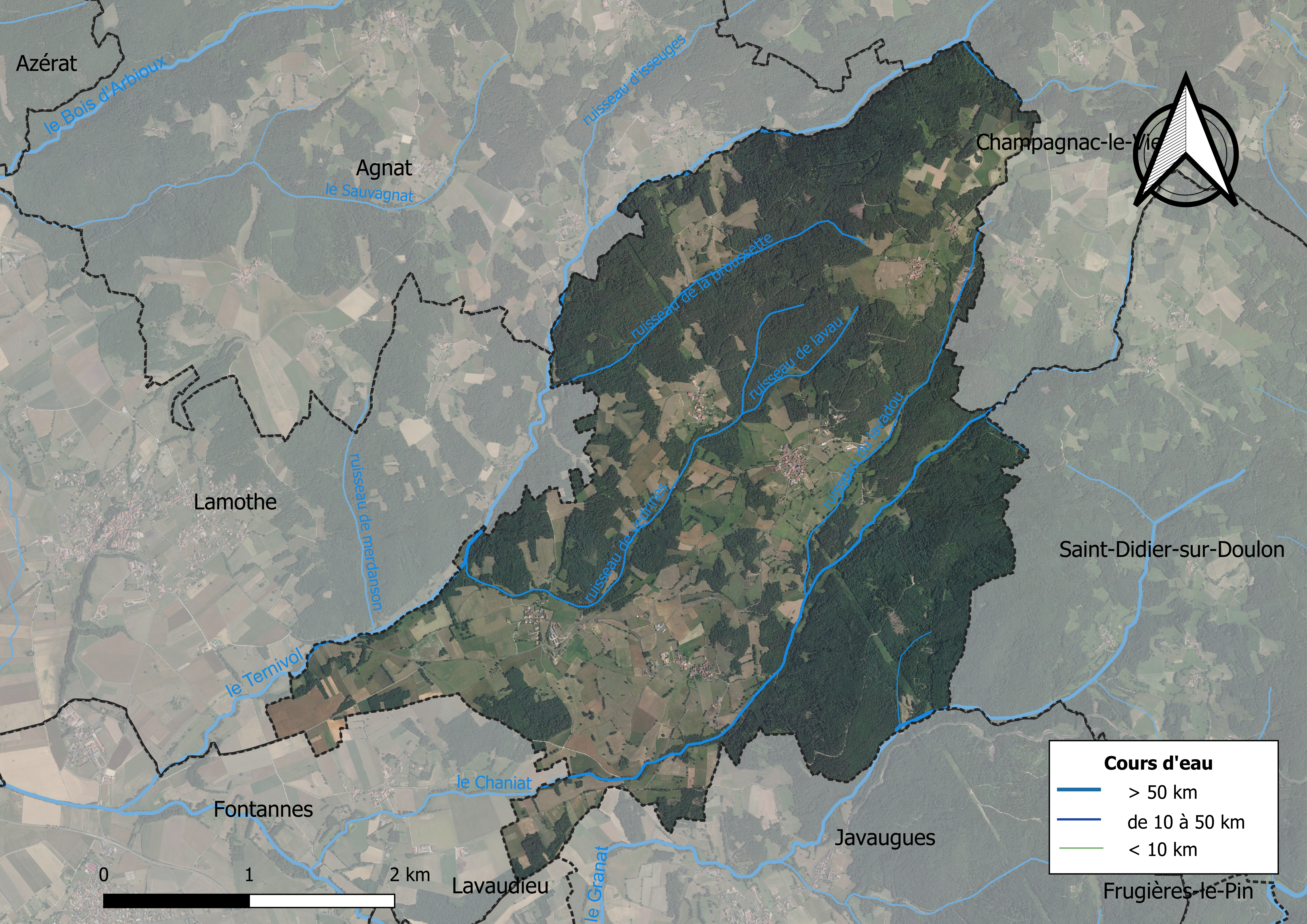
Carte orthophotographique de la commune.

### Lieux-dits

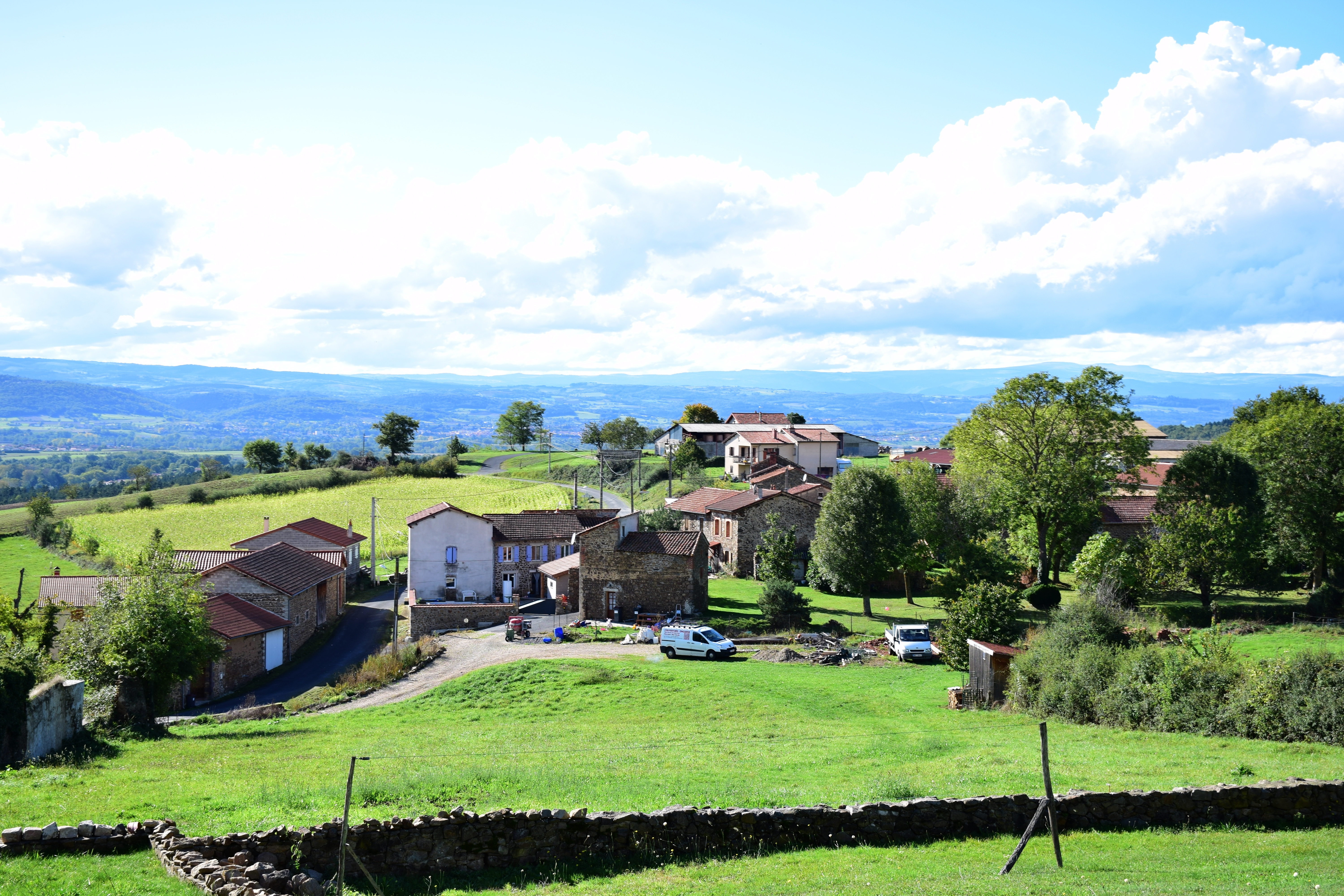
Vue de la Rochette.

La commune comprend sept lieux-dits :
- la Brousse
- la Jarosse
- la Rochette
- Lentre Jeune
- Lentre Vieux
- Pressat
- Védrines

### Habitat et logement
En 2018, le nombre total de logements dans la commune était de 128, alors qu'il était de 114 en 2013 et de 112 en 2008.
Parmi ces logements, 62,8 % étaient des résidences principales, 21 % des résidences secondaires et 16,1 % des logements vacants. Ces logements étaient pour 92,1 % d'entre eux des maisons individuelles et pour 6,4 % des appartements.
Le tableau ci-dessous présente la typologie des logements à Chaniat en 2018 en comparaison avec celle de la Haute-Loire et de la France entière. Une caractéristique marquante du parc de logements est ainsi une proportion de résidences secondaires et logements occasionnels (21 %) supérieure à celle du département (16,1 %) et à celle de la France entière (9,7 %). Concernant le statut d'occupation de ces logements, 77,9 % des habitants de la commune sont propriétaires de leur logement (78,8 % en 2013), contre 70 % pour la Haute-Loire et 57,5 pour la France entière.
| Typologie                                               | Chaniat | Haute-Loire | France entière |
| ------------------------------------------------------- | ------- | ----------- | -------------- |
| Résidences principales (en %)                           | 62,8    | 71,5        | 82,1           |
| Résidences secondaires et logements occasionnels (en %) | 21      | 16,1        | 9,7            |
| Logements vacants (en %)                                | 16,1    | 12,4        | 8,2            |

## Politique et administration

### Découpage territorial
La commune de Chaniat est membre de la communauté de communes Brioude Sud Auvergne, un établissement public de coopération intercommunale (EPCI) à fiscalité propre créé le 11 décembre 2018 dont le siège est à Brioude. Ce dernier est par ailleurs membre d'autres groupements intercommunaux.
Sur le plan administratif, elle est rattachée à l'arrondissement de Brioude, au département de la Haute-Loire, en tant que circonscription administrative de l'État, et à la région Auvergne-Rhône-Alpes.
Sur le plan électoral, elle dépend du canton de Brioude pour l'élection des conseillers départementaux, depuis le redécoupage cantonal de 2014 entré en vigueur en 2015, et de la deuxième circonscription de la Haute-Loire   pour les élections législatives, depuis le redécoupage électoral de 1986.

### Élections municipales et communautaires

#### Élections de 2020
Le conseil municipal de Chaniat, commune de moins de 1 000 habitants, est élu au scrutin majoritaire plurinominal à deux tours avec candidatures isolées ou groupées et possibilité de panachage. Compte tenu de la population communale, le nombre de sièges à pourvoir lors des élections municipales de 2020 est de 11. Sur les vingt-trois candidats en lice, quatre  sont élus dès le premier tour, le 15 mars 2020, avec un taux de participation de 78,06 %. Les sept conseillers restant à élire sont élus au second tour, qui se tient le 28 juin 2020 du fait de la pandémie de Covid-19, avec un taux de participation de 75 %.
André Poitrasson est élu nouveau maire de la commune le 3 juillet 2020.
Dans les communes de moins de 1 000 habitants, les conseillers communautaires sont désignés parmi les conseillers municipaux élus en suivant l’ordre du tableau (maire, adjoints puis conseillers municipaux) et dans la limite du nombre de sièges attribués à la commune au sein du conseil communautaire. Un siège est attribué à la commune au sein de la communauté de communes Brioude Sud Auvergne.

#### Liste des maires
| Période                                  | Période                    | Identité                 | Étiquette | Qualité |
| ---------------------------------------- | -------------------------- | ------------------------ | --------- | ------- |
| Les données manquantes sont à compléter. |                            |                          |           |         |
| mars 2001                                | En cours (au 27 août 2014) | André Poitrasson-Rivière | DVG       |         |

## Population et société

### Démographie

#### Évolution démographique
L'évolution du nombre d'habitants est connue à travers les recensements de la population effectués dans la commune depuis 1793. Pour les communes de moins de 10 000 habitants, une enquête de recensement portant sur toute la population est réalisée tous les cinq ans, les populations de référence des années intermédiaires étant quant à elles estimées par interpolation ou extrapolation. Pour la commune, le premier recensement exhaustif entrant dans le cadre du nouveau dispositif a été réalisé en 2005.

En 2022, la commune comptait 164 habitants, en évolution de −4,65 % par rapport à 2016 (Haute-Loire : +0,36 %, France hors Mayotte : +2,11 %).
| 1793 | 1800 | 1806 | 1821 | 1831 | 1836 | 1841 | 1846 | 1851 |
| ---- | ---- | ---- | ---- | ---- | ---- | ---- | ---- | ---- |
| 271  | 304  | 278  | 304  | 311  | 353  | 489  | 552  | 581  |

| 1856 | 1861 | 1866 | 1872 | 1876 | 1881 | 1886 | 1891 | 1896 |
| ---- | ---- | ---- | ---- | ---- | ---- | ---- | ---- | ---- |
| 564  | 499  | 555  | 562  | 502  | 487  | 461  | 451  | 436  |

| 1901 | 1906 | 1911 | 1921 | 1926 | 1931 | 1936 | 1946 | 1954 |
| ---- | ---- | ---- | ---- | ---- | ---- | ---- | ---- | ---- |
| 425  | 420  | 391  | 325  | 321  | 321  | 304  | 273  | 231  |

| 1962 | 1968 | 1975 | 1982 | 1990 | 1999 | 2005 | 2006 | 2010 |
| ---- | ---- | ---- | ---- | ---- | ---- | ---- | ---- | ---- |
| 206  | 181  | 183  | 172  | 153  | 133  | 152  | 156  | 166  |

| 2015 | 2020 | 2022 | - | - | - | - | - | - |
| ---- | ---- | ---- | - | - | - | - | - | - |
| 168  | 162  | 164  | - | - | - | - | - | - |

#### Pyramide des âges
En 2018, le taux de personnes d'un âge inférieur à 30 ans s'élève à 27,2 %, soit en dessous de la moyenne départementale (31 %). À l'inverse, le taux de personnes d'âge supérieur à 60 ans est de 29 % la même année, alors qu'il est de 31,1 % au niveau départemental.
En 2018, la commune comptait 86 hommes pour 83 femmes, soit un taux de 50,89 % d'hommes, légèrement supérieur au taux départemental (49,13 %).
Les pyramides des âges de la commune et du département s'établissent comme suit.
| Hommes | Classe d’âge | Femmes |
| ------ | ------------ | ------ |
| 2,4    | 90 ou +      | 1,3    |
| 1,2    | 75-89 ans    | 10,0   |
| 24,4   | 60-74 ans    | 18,7   |
| 20,7   | 45-59 ans    | 23,8   |
| 20,7   | 30-44 ans    | 22,5   |
| 9,8    | 15-29 ans    | 8,7    |
| 20,7   | 0-14 ans     | 15,0   |

| Hommes | Classe d’âge | Femmes |
| ------ | ------------ | ------ |
| 0,9    | 90 ou +      | 2,5    |
| 8,4    | 75-89 ans    | 11,7   |
| 20,4   | 60-74 ans    | 20,5   |
| 21,3   | 45-59 ans    | 20,3   |
| 16,8   | 30-44 ans    | 16,3   |
| 15,2   | 15-29 ans    | 13,2   |
| 17     | 0-14 ans     | 15,6   |

## Économie

### Revenus
En 2018, la commune compte 73 ménages fiscaux, regroupant 151 personnes. La médiane du revenu disponible par unité de consommation est de 22 030 € (20 800 € dans le département).

### Emploi
| Division       | 2008  | 2013  | 2018  |
| -------------- | ----- | ----- | ----- |
| Commune        | 5,6 % | 8,3 % | 7,4 % |
| Département    | 6,3 % | 7,7 % | 7,7 % |
| France entière | 8,3 % | 10 %  | 10 %  |

En 2018, la population âgée de 15 à 64 ans s'élève à 99 personnes, parmi lesquelles on compte 85,3 % d'actifs (77,9 % ayant un emploi et 7,4 % de chômeurs) et 14,7 % d'inactifs,. Depuis 2008, le taux de chômage communal (au sens du recensement) des 15-64 ans est inférieur à celui de la France et du département.
La commune fait partie de la couronne de l'aire d'attraction de Brioude, du fait qu'au moins 15 % des actifs travaillent dans le pôle,. Elle compte 25 emplois en 2018, contre 22 en 2013 et 22 en 2008. Le nombre d'actifs ayant un emploi résidant dans la commune est de 78, soit un indicateur de concentration d'emploi de 31,6 % et un taux d'activité parmi les 15 ans ou plus de 61,7 %.
Sur ces 78 actifs de 15 ans ou plus ayant un emploi, 16 travaillent dans la commune, soit 20 % des habitants. Pour se rendre au travail, 92 % des habitants utilisent un véhicule personnel ou de fonction à quatre roues, 4 % s'y rendent en deux-roues, à vélo ou à pied et 4 % n'ont pas besoin de transport (travail au domicile).

## Culture locale et patrimoine

### Lieux et monuments
- Église Sainte-Foi-de-la-Brousse, inscrite au titre des monuments historiques par arrêté du 27 octobre 1986[28].

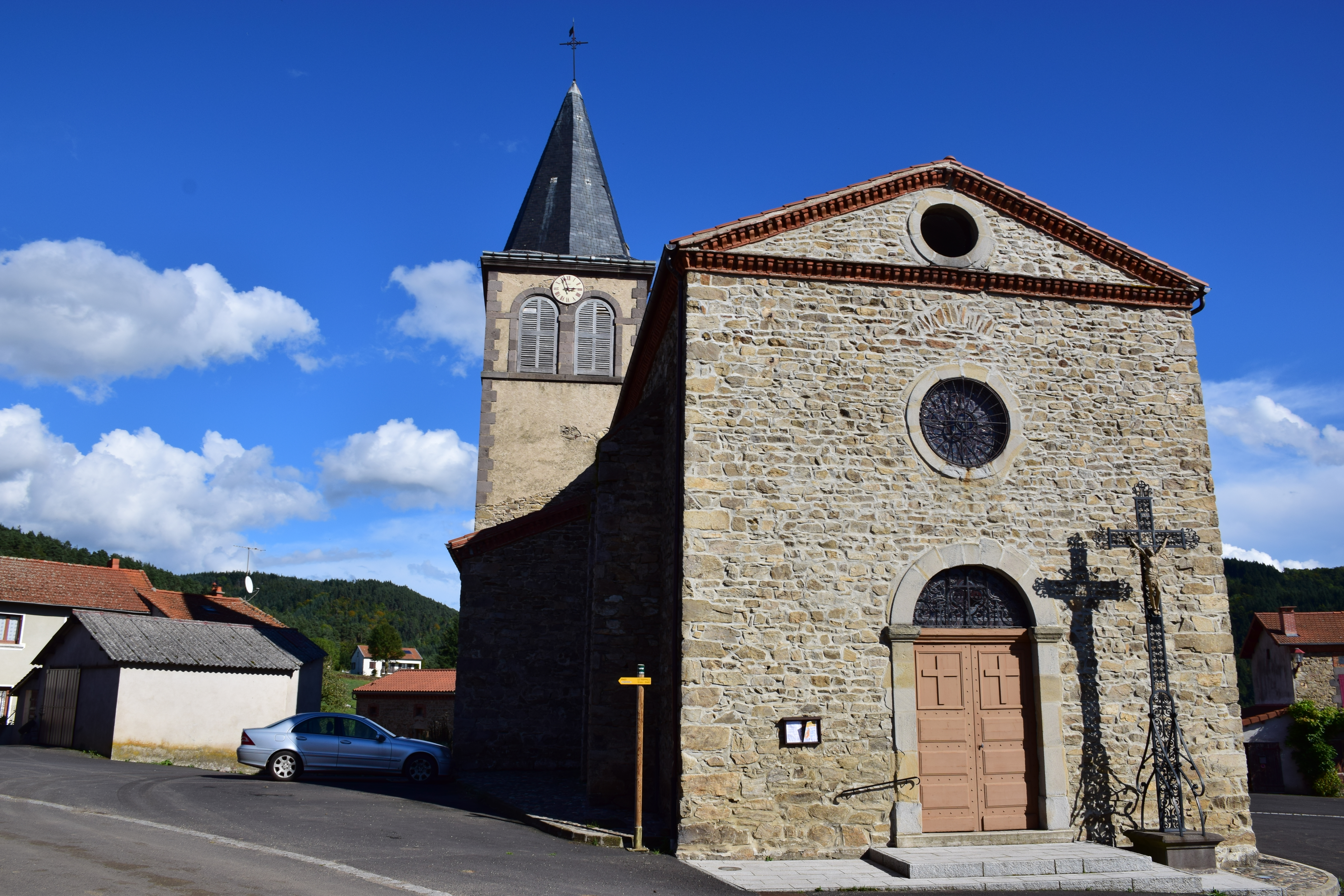
Église Sainte-Foi-de-la-Brousse.